# 利長くん
利長くん（としながくん）は、2009年9月13日に開町400年を迎える富山県高岡市の開町400周年記念PRマスコットキャラクターである。高岡城を築いた加賀藩2代目藩主の前田利長をモチーフとしている。。

## 概要
家持くんは、キャラクターデザイナーが同じ人物なので兄にあたる。身長230cm、体重65kg（日によって変わる）。好物は、高岡コロッケ。
また、2009年2月から仮想国家「立山連邦王国」の初代大統領に就任している。
詳しいプロフィールは、高岡市のウェブサイトのマスコット紹介ページに掲載されている。

## プロフィール
- 本名：利長（としなが）くん
- 住所：富山県高岡市広小路7番50号
- 誕生日：9月13日 ※ 慶長14年（1609年）の9月13日は、前田利長公が高岡城に入城された日。
- 兄弟：「万葉のふるさと高岡」の推進役で活躍中の「家持くん」は兄にあたる。
- 身長：2m30cm（日によって、10cm～15cm程度の誤差がある）
- 体重：65kg（日によって、5kg～10kg程度の誤差がある）
- 好きなもの：タカオカコシノヒガン、万葉米、高岡の水、高岡丼、高岡コロッケ、高岡御車山祭、高岡歴史双六
- 苦手なもの：暗いところ、高いところ、暑いところ、天井の低いところ。
- 尊敬する人：加賀藩二代藩主前田利長公、三代藩主前田利常公。
- 特徴：銀鯰尾兜（ぎんなまずおかぶと）をモチーフにした、なが～いかぶと。
- 高岡市民になった理由：開町400年に市民が一体となって祭りを盛り上げたことに感動し、住民登録を決心。前田家ゆかりの歴史と文化のまち高岡のPRをがんばります。
- 秘密：実は近眼です。

## 画像データ
利長くんと家持くんのキャラクター画像、壁紙を、高岡市観光ナビの【画】画像集のページからダウンロードすることができる。
画像集の「家持くん＆利長くん画像」のページに、家持くんと利長くんのキャラクターポーズ、GIF形式データ、キャラクターの詳しいデザインマニュアルなどが掲載されている。
画像集の「利長くん壁紙」のページに、利長くんの壁紙3種類と家持くんの壁紙2種類が掲載されている。
なお、ダウンロードする際には利用規約への同意が必要である。